# Reinsdorf (Büddenstedt)
Reinsdorf is een plaats in de Duitse gemeente Büddenstedt, deelstaat Nedersaksen.
Tijdens de Koude Oorlog was het Nederlandse squadron 423 van de Groepen Geleide Wapens in Reinsdorf, dat destijds onmiddellijk aan de Duits-Duitse grens lag, gestationeerd.